# Pino Berengo Gardin
Pino Berengo Gardin (Roma, 27 dicembre 1940) è un annunciatore televisivo italiano.

## Biografia
Nel 1961, superati una selezione nazionale e un corso di formazione per annunciatori radiofonici, viene assunto dalla RAI presso il Centro di Produzione programmi radio di Roma. È una delle voci delle rubriche letterarie del Terzo Programma, della pubblicità radiofonica e dei concerti sinfonici e operistici. Presenta per tre anni il programma Rotocalco musicale di Adriano Mazzoletti. 
Sua è la voce - guida di alcuni 33 giri promozionali o dimostrativi della RCA Italiana, come un album contenente i ritornelli delle canzoni pubblicate dalla filiale romana del colosso discografico statunitense per le festività natalizie del 1967 e Stereo High Fidelity, uscito nel 1970, test in vinile per potenziare gli impianti stereofonici.
Nel 1969 viene trasferito presso il Giornale Radio dove svolge la mansione di lettore di notiziari e rubriche giornalistiche. 
È la voce-guida dei programmi televisivi di Sergio Zavoli Viaggio intorno all'uomo e La notte della Repubblica. Dal 1980 al 1995 lavora, sempre come speaker, prima al TG2, sotto le direzioni di Andrea Barbato, Ugo Zatterin, Antonio Ghirelli e Alberto La Volpe, e successivamente al TG1, con Nuccio Fava, Bruno Vespa, Demetrio Volcic e Carlo Rossella.
Per conto della Rai è commissario d'esame per selezioni di speaker presso le sedi di Cagliari, Palermo e Torino. È docente nell'ultimo corso di formazione per annunciatori, promosso dalla RAI nei primi anni '80. Dal 1980 al 1990 insegna tecnica oratoria e dizione presso il Collegio Universitario dei Padri Legionari di Cristo. Dal 1995 al 2006 insegna dizione e tecnica della comunicazione radiotelevisiva presso l'IFG, Istituto per la Formazione al Giornalismo di Urbino.
Tiene seminari al Campus de' Media a Roma ed è docente di Dizione presso il Master in Giornalismo di Sassari.
Ha svolto per quindici anni attività di doppiatore cinematografico.